# Sandro Nicolas
Alessandro Heinrich Rütten, més conegut pel seu nom artístic Sandro Nicolas (Heinsberg, 4 d'octubre del 1996), és un cantant alemany. Al final del 2019 va ser elegit internament per representar Xipre al Festival de la Cançó d'Eurovisió 2020, que s'hauria celebrat a la ciutat neerlandesa de Rotterdam en cas de no haver sigut cancel·lat per la pandèmia per coronavirus de 2019-2020.
El 1996 va néixer a Alemanya d'una mare griega i un pare estatunidenc. És conegut per la seva participació en la versió alemanya del programa de televisió The Voice el 2018.